# Stopki
Stopki (deutsch Stolzenfeld) und Stopki-Osada sind Orte in der polnischen Woiwodschaft Ermland-Masuren. Sie gehören zur Gmina Sępopol (Stadt- und Landgemeinde Schippenbeil) im Powiat Bartoszycki (Kreis Bartenstein).

## Geographische Lage
Stopki und Stopki-Osada liegen am Westufer der Łyna (deutsch Alle) in der nördlichen Mitte der Woiwodschaft Ermland-Masuren, beide Orte sind 16 Kilometer von der Kreisstadt Bartoszyce (deutsch Bartenstein) in nordöstlicher Richtung entfernt, wobei die Siedlung Stopki-Osada etwa zwei Kilometer südlich des Dorfes Stopki liegt.

## Geschichte

### Ortsgeschichte

#### Stopki
Um 1478 wurde das noch vor 1785 Stoltzenfeld genannte Dorf gegründet. Am 11. Juni 1874 wurde das Dorf Amtsdorf und damit namensgebend für einen Amtsbezirk im Kreis Friedland (ab 1927: Kreis Bartenstein), Regierungsbezirk Königsberg, in der preußischen Provinz Ostpreußen, der bis vor 1931 bestand. Im Jahre 1910 zählte das Dorf Stolzenfeld 413 Einwohner. Die Einwohnerzahl belief sich 1933 auf 430 und 1939 auf 390.
Im Jahre 1945 wurde das gesamte südliche Ostpreußen in Kriegsfolge an Polen überstellt. Stolzenfeld erhielt die polnische Namensform „Stopki“ und ist heute Sitz eines Schulzenamts (polnisch Sołectwo) innerhalb der Stadt- und Landgemeinde Sępopol (Schippenbeil) im Powiat Bartoszycki (Kreis Bartenstein), von 1975 bis 1998 der Woiwodschaft Olsztyn, seither der Woiwodschaft Ermland-Masuren zugeordnet. Im Jahre 2021 zählte Stopki 288 Einwohner.

#### Stopki-Osada
Die Siedlung (polnisch = „Osada“) Stopki-Osada liegt südlich des Dorfes und wie dieses am Westufer der Łyna (Alle). Über die Existenz des Ortes sowie seine Geschichte vor 1945 und eine evtl. deutsche Namensform liegen keinerlei Angaben und Belege vor, so dass durchaus die Möglichkeit besteht, dass Stopki-Osada erst nach 1945 entstanden ist. Der Ort hat sich derart entwickelt, dass er – wie auch das Dorf Stopki – Sitz eines eigenen Schulzenamts ist, das seinerseits zur Stadt- und Landgemeinde Sępopol (Schippenbeil) im Powiat Bartoszycki (Kreis Bartenstein) gehört und somit von 1975 bis 1998 der Woiwodschaft Olsztyn, seither der Woiwodschaft Ermland-Masuren zugehörig war.

### Amtsbezirk Stolzenfeld (1874–vor 1931)
Der Amtsbezirk Stolzenfeld wurde 1874 gebildet. Vier Orte gehörten zu ihm, die vor 1931 umgegliedert wurden und damit die Auflösung des Amtsbezirks veranlassten:
| Deutscher Name         | Polnischer Name | Anmerkungen                                            |
| ---------------------- | --------------- | ------------------------------------------------------ |
| Boritten               | Boryty          | 1928 in die neue Landgemeinde Langhanken eingegliedert |
| Langhanken             | Langanki        | vor 1931 in den Amtsbezirk Landskron umgegliedert      |
| Stolzenfeld            | Stopki          | vor 1931 in den Amtsbezirk Langendorf umgegliedert     |
| ab vor 1908: Arndtshof | Domkowo         | 1928 nach Stolzenfeld eingemeindet                     |

## Kirche
Bis 1945 war Stolzenfeld  in die evangelische Kirche Schippenbeil in der Kirchenprovinz Ostpreußen der Kirche der Altpreußischen Union, außerdem in die römisch-katholische Kirche St. Bruno, Bartenstein (Bartoszyce), im damaligen Bistum Ermland eingepfarrt.
Heute gehören Stopki und Stopki-Osada katholischerseits zu Sępopol im jetzigen Erzbistum Ermland, evangelischerseits zur Kirche Bartoszyce, einer Filialkirche der Pfarrei Kętrzyn (Rastenburg) in der Diözese Masuren der Evangelisch-Augsburgischen Kirche in Polen.

## Verkehr
Stopki liegt an einer Nebenstraße, die von Sępopol (Schippenbeil) über Długa (Langendorf) bis nach Ostre Bardo (Klingenberg) nahe der polnisch-russischen Staatsgrenze zur Oblast Kaliningrad (Königsberger Gebiet) führt und in Szczurkowo (Schönbruch) endet. Stopki-Osada ist vom Dorf Stopki auf direktem Weg zu erreichen.
Eine Anbindung an den Bahnverkehr besteht für beide Orte nicht.

## Persönlichkeit

### Aus dem Ort gebürtig
- Albert Aßmann (* 6. Januar 1879 in Stolzenfeld), deutscher Politiker († 1932)

### Mit dem Ort verbunden
- Miron Sycz (1960–2024), polnischer Politiker ukrainischer Nationalität der Platforma Obywatelska (Bürgerplattform), besuchte die Grundschule in Stopki